# Higuerones
Higuerones es un caserío peruano ubicado en el distrito de Santa Catalina de Mossa, perteneciente a la provincia de Morropón del departamento de Piura, al norte del Perú. 

## Ubicación
Higuerones se ubica al norte de la provincia de Morropón, en el distrito de Santa Catalina de Mossa, en el departamento de Piura.

## Demografía
En 2017 Higuerones tenía una población de 72 habitantes.
| Gráfica de evolución demográfica de Higuerones entre 1993 y 2017 |
|                                                                  |
| Fuentes: Población 1993 y 2017                                   |